# Louversey
Louversey település Franciaországban, Eure megyében. Lakosainak száma 506 fő (2022. január 1.). Louversey Berville-la-Campagne, Burey, Collandres-Quincarnon, Conches-en-Ouche és Faverolles-la-Campagne községekkel határos.

## Népesség
A település népességének változása:
| Lakosok száma | 352  | 417  | 479  | 581  | 573  | 554  | 538  | 530  | 522  | 506  |
|               | 1968 | 1982 | 1990 | 2006 | 2013 | 2015 | 2017 | 2019 | 2020 | 2022 |